# Brignolia cobre
Espèce
Brignolia cobre est une espèce d'araignées aranéomorphes de la famille des Oonopidae.

## Distribution
Cette espèce se rencontre à Cuba, en Jamaïque, aux îles vierges américaines, à Antigua et dans les Keys en Floride aux États-Unis,.

## Description
Le mâle holotype mesure 1,32 mm et la femelle paratype 1,43 mm.

## Étymologie
Son nom d'espèce lui a été donné en référence au lieu de sa découverte, El Cobre à Cuba.

## Publication originale
- Platnick, Dupérré, Ott & Kranz-Baltensperger, 2011 : The goblin spider genus Brignolia (Araneae, Oonopidae). Bulletin of the American Museum of Natural History, no 349, p. 1-131 (texte intégral).

## Sources
- (en) World Spider Catalog : Brignolia cobre Platnick et al., 2011 dans la famille Oonopidae +base de données (consulté le 31 août 2014)